# Спурий Постумий Альб Региллен (консул)
Спурий Постумий Альб Региллен (лат. Spurius Postumius Albus Regillensis; VI—V века до н. э.) — римский политический деятель из патрицианского рода Постумиев, консул 466 года до н. э.

## Биография
Спурий Постумий принадлежал к патрицианскому роду Постумиев. Он был сыном Авла Постумия Альба Региллена, консула 496 года до н. э., и братом Авла Постумия, консула 464 года до н. э., а по матери, по данным Плутарха, мог быть внуком Публия Валерия Публиколы. Его сын Спурий был военным трибуном с консульской властью в 432 году до н. э.
Спурий Постумий был консулом совместно с Квинтом Сервилием Приском Структом (466 год до н. э.), но, по данным Тита Ливия, ничего выдающегося не совершил. В 462 году до н. э. он стал членом жреческой коллегии авгуров. В 454 году отправился в Грецию в составе посольства, целью которого было изучение законодательства различных греческих полисов, в первую очередь Афин. По возвращении Спурий Постумий вошёл в состав первой коллегии децемвиров (451 год до н. э.).
В последний раз Спурий Постумий упоминается в источниках в связи с событиями 446 года до н. э. как легат, командовавший центром римской армии в сражении с эквами и вольсками при Корбионе.